# Ralphi Rosario
Ralphi Rosario é um dos principais Djs de house music. 
Rosario foi o remixador de vários artistas incluindo, Gloria Estefan, Deee-Lite, Pet Shop Boys, Madonna, Mariah Carey, Ricky Martin, Kelly Clarkson, The Pussycat Dolls entre outros.

## Principal Remixes
- Barry Manilow - "Copacabana"
- Beyoncé - "Irreplaceable"
- Celine Dion - "Taking Chances"
- Cher - "A Different Kind of Love Song"
- Cyndi Lauper - "Same Ol' Story"
- Donna Summer - "I Got Your Love"
- Enrique Iglesias - "Do You Know? (The Ping Pong Song)"
- Garbage - "Bleed Like Me"
- Gloria Estefan - "You'll Be Mine (Party Time)"
- Janet Jackson - "I Want You"
  - "Feedback"
- Jeanie Tracy - "Can't Take My Eyes Off Of You"
  - "Keep The Party Jumpin"
  - "Cha Cha Heels"
- Jesse McCartney - "Leavin"
- Jordan Knight - "Give It To You"
- Justin Timberlake com a participação de Beyoncé - "Until The End Of Time"
- Kelly Clarkson - "Walk Away"
- Kerli - "Walking on Air"
- Madonna - "Erotica"
  - "Love Profusion"
- Mariah Carey - "Don't Forget About Us"
- Mariah Carey - "I Stay in Love"
- Matchbox 20 - "How Far We've Come"
- Michael Bublé - "Save The Last Dance For Me"
- Michael Bublé - "Spider-Man Theme"
- Michael Bublé - "Sway"
- Mýa - "Movin' On"
- Nelly Furtado com a participação de Timbaland - "Promiscuous"
- The Pussycat Dolls - "Don't Cha"
  - "When I Grow Up"
- Ricky Martin com a participação de Fat Joe & Amerie - "I Don't Care"
- Rod Stewart - "Da Ya Think I'm Sexy?"
- Samantha Mumba - "Lately"
- Spice Girls - "Spice Up Your Life"
- Stevie Nicks - "Stand Back"
- Tami Chynn com a participação de Akon - "Frozen"